# Russula adulterina
Russula adulterina es una especie de hongo basidiomiceto de la familia Russulaceae.

## Características
La forma del sombrero (píleo) es convexo aplanado, puede medir hasta 11,5 cm de diámetro, su color es amarronado, el estipe es cilíndrico, de color blanquecino y puede medir una altura de 10 cm y su ancho puede alcanzar los 4 cm.
Crece en los meses de verano hasta el otoño en las zonas húmedas de los bosques de coníferas en América del Norte.